# Maria Mönch-Tegeder
Maria Mönch-Tegeder (* 8. April 1903 in Mehringen bei Emsbüren; † 31. Dezember 1980 in Salzbergen) war eine deutsche Dichterin.
Mönch-Tegeder besuchte das Lyzeum in Münster-Sankt Mauritz, anschließend absolvierte sie eine Ausbildung zur Gewerbelehrerin für hauswirtschaftliche Fachschulen. Nach mehrjährigen Aufenthalten fern von ihrer Heimat dem Emsland wurde sie 1936 an der Kreisberufsschule in Meppen angestellt. Nach einer Luftschutzausbildung hatte sie die Möglichkeit, in den Städten und Dörfern des Emslandes herumzureisen; damit ergab sich für sie die Gelegenheit, alte Erzählungen zu sammeln und schriftlich festzuhalten. Am 10. August 1937 beantragte sie die Aufnahme in die NSDAP und wurde rückwirkend zum 1. Mai desselben Jahres aufgenommen (Mitgliedsnummer 4.675.296).
Sie verstarb 1980 in Salzbergen und wurde auf dem Friedhof Emsbüren beigesetzt. Sie ist eine Tante von Theo Mönch-Tegeder.

## Werke
- Land unner Gottes Thron, van Acken, 1950, ISBN 3-87001-012-6
- Däftige Kost, van Acken, 1950
- De Treckerkomödie, 1953, Lustspiel für die Freilichtbühne Meppen
- Mau Mau in Moordörp, 1954, Lustspiel für die Freilichtbühne Meppen
- Plattdütske Häppkes, van Acken, 1965
- Oltwiewersommer, van Acken, 1973, ISBN 3-87001-002-9
- Plattdütske Romräse met Härohm, Köster un Börgermester, van Acken, 1973, ISBN 3-87001-003-7
- Häppkes un Döönkes, van Acken, 1977, ISBN 3-87001-004-5
- Use Land, van Acken, 1978, ISBN 3-87001-005-3
- Holter-Bolter-Pleite, van Acken, 1980, ISBN 3-87001-008-8
- Laup dör de Welt, van Acken, 1982, ISBN 3-87001-013-4
- Wie stickt nu de Kerßen an, Emsländischer Heimatbund e.V., 2000, ISBN 3-88077-138-3
- Emsland-Romane, Emsländischer Heimatbund e.V., 2001, ISBN 3-88077-139-1
- Emsland-Vertellsels, Emsländischer Heimatbund e.V., 2002, ISBN 3-88077-141-3
- Dör Dag un Tiet (CD), Emsländischer Heimatbund e.V., 2005